# MTFR1
MTFR1 (англ. Mitochondrial fission regulator 1) – білок, який кодується однойменним геном, розташованим у людей на 8-й хромосомі. Довжина поліпептидного ланцюга білка становить 333 амінокислот, а молекулярна маса — 37 000.
| 10         |  | 20         |  | 30         |  | 40         |  | 50         |
| ---------- |  | ---------- |  | ---------- |  | ---------- |  | ---------- |
| MLGWIKRLIR |  | MVFQQVGVSM |  | QSVLWSRKPY |  | GSSRSIVRKI |  | GTNLSLIQCP |
| RVQFQINSHA |  | TEWSPSHPGE |  | DAVASFADVG |  | WVAKEEGECS |  | ARLRTEVRSR |
| PPLQDDLLFF |  | EKAPSRQISL |  | PDLSQEEPQL |  | KTPALANEEA |  | LQKICALENE |
| LAALRAQIAK |  | IVTQQEQQNL |  | TAGDLDSTTF |  | GTIPPHPPPP |  | PPPLPPPALG |
| LHQSTSAVDL |  | IKERREKRAN |  | AGKTLVKNNP |  | KKPEMPNMLE |  | ILKEMNSVKL |
| RSVKRSEQDV |  | KPKPVDATDP |  | AALIAEALKK |  | KFAYRYRSDS |  | QDEVEKGIPK |
| SESEATSERV |  | LFGPHMLKPT |  | GKMKALIENV |  | SDS        |  |            |

A: Аланін

C: Цистеїн

D: Аспарагінова кислота

E: Глутамінова кислота

F: Фенілаланін

G: Гліцин

H: Гістидин

I: Ізолейцин

K: Лізин

L: Лейцин

M: Метіонін

N: Аспарагін

P: Пролін

Q: Глутамін

R: Аргінін

S: Серин

T: Треонін

V: Валін

W: Триптофан

Кодований геном білок за функцією належить до фосфопротеїнів. 
Задіяний у такому біологічному процесі, як альтернативний сплайсинг. 
Локалізований у мітохондрії.